# Конрад фон Валенрод
Конрад фон Валенрод (на немски: Konrad von Wallenrode, Konrad von Wallenrodt) е двадесет и четвъртият Велик магистър на рицарите от Тевтонския орден. Освен традиционните исторически извори той е герой и на няколко художествени произведение, които допринасят за съвременната представа за личността му.